# Stonington (Connecticut)
Pour les articles homonymes, voir Stonington.
Stonington est une ville américaine située dans le comté de New London au Connecticut.
Stonington devient une municipalité en 1666. La ville doit son nom à son sol rocailleux, qui rend difficile les cultures.

## Démographie
Selon le recensement de 2010, Stonington compte 18 545 habitants. La municipalité s'étend sur 50,08 milles carrés (129,71 km2), dont 11,43 milles carrés (29,6 km2) d'étendues d'eau.
| 1820  | 1840  | 1850  | 1860  | 1870  | 1880  |
| ----- | ----- | ----- | ----- | ----- | ----- |
| 3 036 | 3 898 | 5 753 | 5 827 | 6 313 | 7 355 |

| 1890  | 1900  | 1910  | 1920   | 1930   | 1940   |
| ----- | ----- | ----- | ------ | ------ | ------ |
| 7 184 | 8 540 | 9 154 | 10 236 | 11 025 | 11 002 |

| 1950   | 1960   | 1970   | 1980   | 1990   | 2000   |
| ------ | ------ | ------ | ------ | ------ | ------ |
| 11 801 | 13 969 | 15 940 | 16 220 | 16 919 | 17 906 |

| 2010   | - | - | - | - | - |
| ------ | - | - | - | - | - |
| 18 545 | - | - | - | - | - |

## Personnalités
- Benjamin Pendleton (1787-1857), navigateur, mort à Stonington.
- Lillian McNeill Palmer (1871-1961), chaudronnière et forgeronne, y est née.